# Harald Schultes

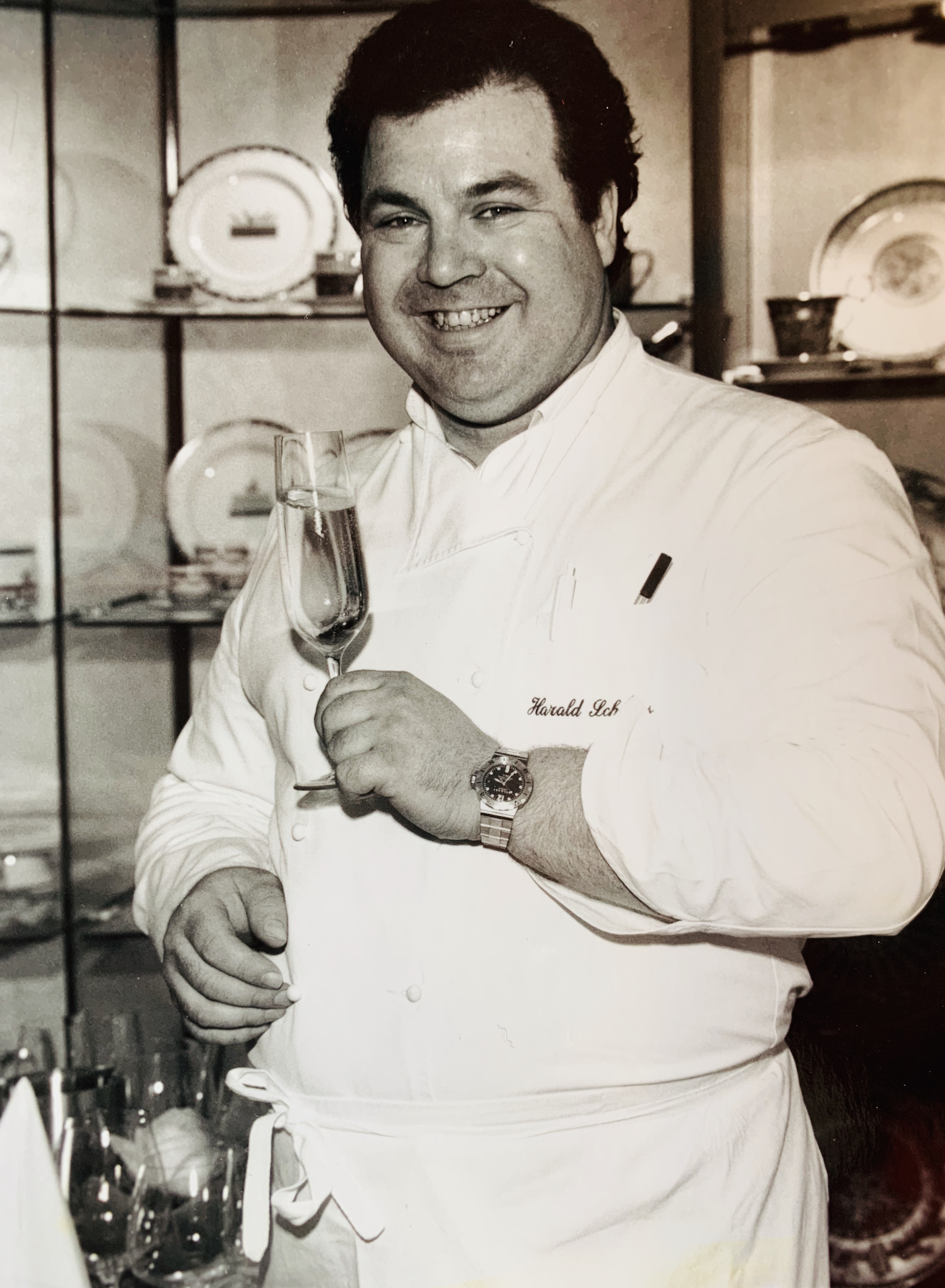
Harald Schultes in seiner Kochuniform bei einem Event in München. Urheber: M. Fischer (Fotoatelier Fischer)

Harald Veith Friedrich Schultes (* 21. April 1960 in Kaufbeuren, Allgäu; † 9. Juli 2019) war ein deutscher Gastronom, Starkoch, Unternehmer und Autor.

## Werdegang
Schultes wurde durch Publikationen, seine Kochschulen in München, Fernsehbeiträge und Medienberichte bekannt. Ausgezeichnet mit einem Michelinstern für sein Hotel/Restaurant „Neue Post“ in Biessenhofen von 1982 durchgehend bis 1996, war er der erste deutsche Executive Guest Chef im Weißen Haus in Washington D.C. unter den Präsidenten George H.W. Bush und Bill Clinton. Seit 1998 etablierte sich Harald Schultes mit seinen Kochschulen in München mit dem Motto: „Jeder kann Star in seiner eigenen Küche werden!“

## Auszeichnungen
- Michelinstern (1982–1996)
- 16 Punkte im „Gault Millau“ -Auszeichnung für die besten Restaurants Deutschlands für das Restaurant „Neue Post“ (1987–1998)[3]
- Koch des Jahres im Manager Magazin (1987)
- Bayerischer Staatspreis – Mathe Macchiato[5] (2009)
- „Neue Post“ Biessenhofen – unter den besten Restaurants in Deutschland mit 16 Punkten – VIF – Das Gourmet Journal 9/1992[6]

## Veröffentlichungen
- Das Diner-Kochbuch : Die besten Rezepte aus Amerikas Kult-Restaurants. Mary Hahn Verlag, München 1998, ISBN 3-87287-463-2.
- Raffinierte Rezepte einfach gemacht. Mary Hahn Verlag, München 1999, ISBN 3-87287-475-6.
- Das richtige Handwerkszeug : Gesund und erfolgreich kochen wie ein Profi. Mary Hahn Verlag, München 1999, ISBN 3-87287-455-1.
- Kochen mit Rösle : Kreativ und köstlich. mit Arnd Luecke, Gerda Luecke, Rösle Metallwarenfabrik, Marktoberdorf 1995 OCLC 968179226.
- Kitty Kahanes Funny Fish Food. Kosmos Verlags-GmbH, München : Hahn, August 1999, ISBN 978-3-87287-473-3.
- Meine mageren Jahre sind vorbei!. Nymphenburger Verlag, München 2008, ISBN 3-485-01145-2.